# Оклобжио, Иван Дмитриевич
Иван Дмитриевич Оклобжио (1821 — 9 декабря 1880) — русский генерал-лейтенант, участник покорения Кавказа и русско-турецкой войны 1877—1878 гг.

## Биография
Иван Оклобжио родился в 1821 году в Италии, по происхождению — серб. Отданный в лицей в Заре, он воспитывался там по философскому факультету, потом поступил в Падуанский университет на юридический факультет. Окончив университет, Оклобжио решил посвятить себя военной службе. Начав последнюю в австрийских войсках, он, однако, скоро пожелал перейти на русскую службу и с этой целью подал прошение на Высочайшее имя. Одновременно 3 июня 1846 г. с просьбой принять на службу молодого офицера к М. С. Воронцову письменно обратился черногорский правитель митрополит Пётр II Петрович Негош: «Иоанн Дмитриевич Оклопчия, юноша образованный, происходящий из древней черногорской дворянской фамилии, коего и поручаю вам, великодушный князь, прося, чтобы благоволили принять его под ваши победоносные знамёна, а я надеюсь, что он оправдать будет имя черногорца. Счастие его зависит теперь от вас: вы многих осчастливили, и надеюсь, что он причислен будет к ним».
Воронцов, судя по всему, согласился принять Оклобджио в свой полк, так как Высочайшим Указом 14 декабря 1846 г. тот был определён подпоручиком в Егерский генерал-адъютанта князя Воронцова полк. Тотчас по прибытии к месту служения он принял участие в делах против чеченцев и в марте 1847 года за выказанные отличия и храбрость был произведён в поручики. Военные отличия быстро двигали Оклобжио по ступеням службы. Четыре года спустя, в 1851 г., он был уже произведён в майоры, а в следующем году в подполковники и в том же году 30 декабря был награждён орденом Святого Георгия 4-й степени:
В воздаяние отличных подвигов мужества и храбрости, оказанных 26-го Марта 1852 года в делах против Горцев при взятии с боя аула Главного Чеченского Наиба Талгика и двух неприятельских орудий
Находясь при начале Восточной кампании 1853—1856 гг. в составе войск, расположенных на кавказско-турецкой границе, он принял самое деятельное участие в этой кампании. За отличие сражении при Баяндуре, где он был дважды тяжело контужен, Оклобжио был произведён в полковники и в том же году награждён золотой шпагой с надписью «За храбрость». Вслед за тем Оклобжио был назначен в распоряжение командующего Дунайской армией князя Горчакова. Прибыв к месту нового своего служения, он принял деятельное участие в осаде Силистрии.
25 февраля 1855 года Оклобжио был назначен командиром сначала Брянского резервного егерского полка, а затем Смоленского резервного полка, с которым вошёл в состав гарнизона Севастополя и принял участие в отражении штурма 27 августа. Получив за боевые отличия, выказанные в Севастополе, орден Святой Анны 2-й степени с императорской короной и мечами, он, при переходе войск с Южной на Северную сторону, был назначен командующим 1-й бригадой 7-й резервной дивизии и начальником авангардного отряда войск, расположенных по pp. Бельбек и Кача.
В ноябре 1856 года Оклобжио был назначен командиром Камчатского пехотного полка, три года спустя получил в командование Белостокский пехотный полк, а в феврале 1860 г. был назначен инспектором линейных батальонов в Закавказском крае.
Произведённый в 1862 г. в генерал-майоры, он в следующем году исполнял некоторое время обязанности начальника войск в Алазанской долине, затем был военным начальником верхнего Дагестана и наконец 6 августа 1863 г. был назначен начальником местных войск Закавказского края и Кутаисского генерал-губернаторства. Эту должность он исполнял до 1874 г., причём, за свои заслуги по управлению этим краем, был произведён 30 августа 1870 г. в генерал-лейтенанты и, между прочим, был награждён орденом Святого Станислава 1-й степени.
В сентябре 1874 года Оклобжио был назначен начальником 41-й пехотной дивизии и вскоре после того был награждён орденом Святой Анны 1-й степени с императорской короной. Вскоре после того начались приготовления к русско-турецкой войне.
Оклобжио в октябре 1876 года был назначен начальником войск Кутаисской губернии, а два месяца спустя командующим войсками Пририонского края. Здесь положение его было очень трудное, так как, помимо войны с турками, нужно было ещё следить и за местным населением, которое, под влиянием магометанских проповедников, готово было перейти при первом удобном случае на сторону Турции. Однако тридцатилетняя служба на Кавказе дала Оклобжио такой большой запас опытности и уменья обращаться с туземцами, что он без большого труда не только удержал население в повиновении, но и побудил его выставить довольно значительную милицию, для защиты границ в случае нападения турок. 12 апреля Оклобжио пришлось открыть и военные действия против турок; во главе Рионского отряда он двинулся из Озургет к Батуму. Отряду Оклобжио пришлось выдержать ряд боёв: у Муха-Эстате, 29 апреля — на высотах у Хуцубани, 11 июня его отряд неудачно атаковал Цихидзирские высоты и 12-го защищался от сильнейших атак турок у Самеба. К 18 июня весь отряд сосредоточился на прежней позиции Муха-Эстапе. 15 ноября Рионский отряд занял Хуцубанские высоты. После падения Карса Оклобжио смог возобновить своё наступление к Батуму и 18 января снова атаковал Цихидзирскую позицию. Дальнейшие действия его отряда были прерваны перемирием и упоминаются в дореволюционных источниках как Батумская операция. Несмотря на то, что исход операции в целом был признан неблагоприятным для России, однако произошло это вследствие объективных причин. Поэтому Оклобжио представлен командованием к ордену Святого Владимира 2-й степени с мечами.
По окончании кампании Оклобжио по-прежнему остался командующим войсками в Пририонском крае. Его полезная деятельность на этом поприще была вознаграждена орденом Белого орла с мечами.
Иван Дмитриевич Оклобжио скончался 9 декабря 1880 года в Тифлисе.

## Награды
- Орден Святого Георгия 4-й ст. (30.12.1852)
- Орден Святого Владимира 2-й ст. с мечами (1878)
- Орден Святого Владимира 3-й ст. с мечами (1857)
- Орден Святого Владимира 4-й ст. с бантом (1852)
- Орден Белого орла с мечами (1878)
- Орден Святой Анны 1-й ст. (1867)
- Императорская корона к ордену Святой Анны 1-й ст. (1873)
- Орден Святой Анны 2-й ст. с императорской короной и мечами (1856)
- Орден Святой Анны 3-й ст. с бантом (1849)
- Орден Святого Станислава 1-й ст. (1865)
- Золотая шпага с надписью «За храбрость» (1854)
- Медаль «За защиту Севастополя»
- Светло-бронзовая медаль «В память войны 1853—1856» на георгиевской ленте
- Крест «За службу на Кавказе»
- Персидский орден Льва и Солнца 1-й степени (1874)